# Франц Опенхајмер
Франц Опенхајмер (Берлин, 30. март 1864 – 30. септембар 1943) је био немачки социолог и политички економиста, који је објављивао радове и на подручју фундаменталне социологије државе.

## Биографија
Након студирања медицине у Фрајбургу и Берлину, Опенхајмер се бавио физиком у Берлину од 1886. до 1895. године. Од 1890. године почео је да се бави социополитичким питањима и питањима социјалне економије. Након бављења физиком, добио је посао главног уредника часописа “Свет ујутру”(Welt am Morgan). Том приликом упознао је Фридриха Нојмана (Fredrich Naumann), који је у то време радио за многобројне дневне новине.
Године 1909., Опернхајмер је одбранио докторат на универзитету у Килу са својом тезом о економисти Дејвиду Рикарду(David Ricardo). Од 1909. до 1917. године, Опенхајмер је био доцент у Берлину, затим је 2 године био професор. 1914. године је био један од оснивача “Немачког комитета за ослобођење руских јевреја” (German Committee for Freeing of Russian Jews). 1919. године, прихватио је позив за посао на катедри за социологију и политичку економију на Гетеовом универзитету (Johann Wolfgang Goethe University) у Франкфурту на Мајни. Ово је била прва катедра посвећена социологији у Немачкој.
Године 1911., од стране јеврејских имиграната у Палестини, основана је пољопривредна задруга, тзв.”Кооператива у Мерхави”(Co-operative in Merhav), користећи план о пољопривредној сарадњи који је саставио Опенхајмер.Пројекат није успео и задруга је трансформисана 1922. године у мошав (moshav), другачији облик заједничког живота.
Од 1934. до 1935. године, Опенхајмер је предавао на универзитету у Палестини. 1936. године је проглашен за почасног члана “Америчког удружења социолога”( American Sociological Association). 1938. године. бежећи од прогона нациста, емигрирао је преко Токија и Шангаја у Лос Анђелес. 1941. године постао је један од оснивача “Америчких новина о економији И социологији (The American Journal of Economics and Sociology).
Опенхајмеров син је био Хилел Опенхајмер (Hillel Oppenheimer), професор ботанике на Хебрејском универзитету у Јерусалиму и добитник највећег израелског признања, Израелске награде (Israel Prize).

## Идеје

### Држава (Der Staat)
1920—их година Држава је била широко читана и дискутована књига. Преведена је на енглески, француски, бугарски, српски, јапански, хебрејски и руски. Импресионирала је и инспирисала бројне мислиоце као сто су Дан Халутз из Израела и америчке филозофе као што су Албер Чеј Нок (Alber Jay Nock), Мареј Ротбард (Murray Rothbard) и Френк Чодоров (Frank Chodorov).
Опенхајмер је одбацивао идеју о тзв.”социајлном уговору” и допринео је “освајачкој теорији државе”, под јаким утицајем јеврејског социолога Лудвига Гумпловича (Ludwig Gumplowicz) и његовим теоријама о унутар-племенским, унутар-групним надметањима, “расним сукобима”(Рассенкампф) о социолошком настанку државе.
Држава, готово у целој првој фази свог постојања, је суштински и скоро потпуно социјална институција, која је од стране победничке групе људи наметнута пораженима, са искључивим циљем да се обезбеди доминација победника, и осигура од унутрашњих побуна као и од напада споља. У суштини, ова власт није имала ниједан други циљ осим економске експлоатација поражених од стране победника. Ниједна примитивна држава позната историји није настала ни на један други начин. Једини изузетак је када дође до спајања две потпуно развијене примитивне државе у нову државу са комплетнијом и развијенијом организацијом.
Опенхајмер је такође сматрао капитализам за систем експлоатације. Он је сматрао државу као оригиналног креатора неједнакости.
Постоје два фундаментално супротстављена начина којима човек може да задовољи своје жеље. То су рад и крађа, један као сопствени рад и други као насилно присвајање туђег рада. Крађа! Насилно присвајање! Ове речи нам преносе идеје о криминалу И кажавању, зато што смо ми савременици развијене цивилизације, базиране на неповредивости имовине. Предлажем да у даљој дискусији рад појединца и једнака размену једног рада за други, назовемо “економски начин” за задовољавање потреба, док би се неузвраћено присвајање туђег рада звало “политички начин”.
Опенхајмер је сматрао себе за либералног социјалисту и описиван је као особа која се залагала за тржиште, сматрао је да би економија без експлоатације била најуспешнија у колективним заједницама. Провео је већину свог живота саветујући људе који су желели да оснују добровољне форме економских заједница (нарочито кибуце). Одбацивао је идеје анархиста и револуционарних социјалиста као непотребно песимистичке. Неће насиље, већ ће еволутивни пут допринети жељеној социјалној промени. Његов идеал је била држава без класа и класних интереса где би бирокрарија постала заштитница заједничког интереса. У Сједнињеним Америчким Државама Опенхајмер је постао заговорник америчког социјалног реформатора Хенрија Џорџа (Henry George). Док су Опенхајмер и Џорџа сматрали државу као дугорочног заштитника привилегованих, такође су веровали да је значајно промењена демократијом. Државни службеници су били принуђени да покажу хуманитарну страну, што је учинило политичку класу рањивом. Опенхајмер, који је умро 1943. године, је у нацистима и бољшевицима видео последње покушаје да се оживи древни облик тираније. Надао се да ће њихов пад омогућити увод у праву либералну епоху.
Опенхајмер је био учитељ немачког канцелера Лудвига Ерхард(Ludwig Erhard) који је одбацио његову идеју о колективизму, али је приписао заслуге свом професору за своју визију европског друштва као друштва слободних и једнаких људи. 1964 Лудвиг је прогласио:
Нешто ме је тако дубоко задивило да за мене не може бити изгубљено, тачније, анализа социо-политичких питања нашег времена. Он је закључио да “капитализам” доводи до неједнакости, иако он засигурно није заступао потпуну истоветност. Са друге стране, мрзео је комунизам, зато што неизбежно доводи до мањка слободне. Мора да постоји начин-трећи начин-који омогућава успешну синтезу. Готово у његово име ја сам покушао да опишем социјалну тржисну економију као реалистичан пут.

## Радови
Опенхајмер је створио обиман опус од отприлике 40 књига и 400 есеја који садрже списе о социологији, економији и политичка питања тог времена. Једна од најчувенијих је Држава (Der Staat).

### Радови
- A First Program for Zionist Colonization. (1903)
- The State. (1914/1922); pdf, OLL Архивирано на веб-сајту  (24. март 2021)
- The Idolatry of the State. (1927)
- History and Sociology. (1927)
- TENDENCIES IN RECENT GERMAN SOCIOLOGY (Sociological Review, Vol. 24, 1932)
- A Post-Mortem on Cambridge Economics. (1943)

### Остало
- The personal papers of Franz Oppenheimer are kept at the Central Zionist Archives in Jerusalem. The notation of the record group is A161.
- Directory of Oppenheimer related links
- History of the Institute of Social Research
- Book Burning – ushmm.org